# Bazi
Bazi va ser el trecer (o potser el quart) rei de la ciutat-estat de Mari, un important centre de comerç a l'antiga Mesopotàmia.
El seu regnat es podria situa al 2540 aC o potser al 2450 aC, segons les diferents cronologies conegudes. Se sap de la seva existència per una llista de reis de Mari que es va trobar a la ciutat d'Ebla, en aquella època tributària de Mari, on se'l menciona amb un epítet, "el que treballa el cuiro". Podria haver estat succeït per Zizi, segons aquella llista.